# Grand Prix automobile du Brésil 1973
Résultats du Grand Prix automobile du Brésil de Formule 1 1973 qui a eu lieu sur le circuit d'Interlagos à São Paulo le 11 février 1973.

## Classement
| Pos  | N° | Pilote               | Écurie            | Tours | Temps/Abandon     | Grille | Points |
| ---- | -- | -------------------- | ----------------- | ----- | ----------------- | ------ | ------ |
| 1    | 1  | Emerson Fittipaldi   | Lotus-Ford        | 40    | 1 h 43 min 55 s 6 | 2      | 9      |
| 2    | 3  | Jackie Stewart       | Tyrrell-Ford      | 40    | +13 s 5           | 8      | 6      |
| 3    | 7  | Denny Hulme          | McLaren-Ford      | 40    | + 1 min 46 s 4    | 5      | 4      |
| 4    | 10 | Arturo Merzario      | Ferrari           | 39    | + 1 tour          | 17     | 3      |
| 5    | 9  | Jacky Ickx           | Ferrari           | 39    | + 1 tour          | 3      | 2      |
| 6    | 14 | Clay Regazzoni       | BRM               | 39    | + 1 tour          | 4      | 1      |
| 7    | 19 | Howden Ganley        | Iso Marlboro-Ford | 39    | + 1 tour          | 14     |        |
| 8    | 16 | Niki Lauda           | BRM               | 38    | + 2 tours         | 13     |        |
| 9    | 20 | Nanni Galli          | Iso Marlboro-Ford | 38    | + 2 tours         | 18     |        |
| 10   | 4  | François Cevert      | Tyrrell-Ford      | 38    | + 2 tours         | 9      |        |
| 11   | 17 | Carlos Reutemann     | Brabham-Ford      | 38    | + 2 tours         | 7      |        |
| 12   | 23 | Luiz Bueno           | Surtees-Ford      | 36    | + 4 tours         | 20     |        |
| Abd. | 15 | Jean-Pierre Beltoise | BRM               | 23    | Panne électrique  | 10     |        |
| Abd. | 12 | Mike Beuttler        | March-Ford        | 18    | Surchauffe moteur | 19     |        |
| Abd. | 6  | Carlos Pace          | Surtees-Ford      | 9     | Suspension        | 6      |        |
| Abd. | 5  | Mike Hailwood        | Surtees-Ford      | 6     | Boîte de vitesses | 14     |        |
| Abd. | 11 | Jean-Pierre Jarier   | March-Ford        | 6     | Boîte de vitesses | 15     |        |
| Abd. | 2  | Ronnie Peterson      | Lotus-Ford        | 5     | Roue              | 1      |        |
| Abd. | 18 | Wilson Fittipaldi    | Brabham-Ford      | 5     | Surchauffe moteur | 11     |        |
| Abd. | 8  | Peter Revson         | McLaren-Ford      | 3     | Boîte de vitesses | 12     |        |

Légende :
- Abd.=Abandon

## Pole position et record du tour
- Pole position : Ronnie Peterson en 2 min 30 s 5 (vitesse moyenne : 190,405 km/h).
- Tour le plus rapide : Emerson Fittipaldi et Denny Hulme en 2 min 35 s 0, respectivement aux 14e et 20e tours (vitesse moyenne : 184,877 km/h)[1].

## Tours en tête
- Emerson Fittipaldi : 40 (1-40)

## À noter
- 8e victoire pour Emerson Fittipaldi.
- 49e victoire pour Lotus en tant que constructeur.
- 53e victoire pour Ford Cosworth en tant que motoriste.
- Unique départ en Grand Prix de championnat du monde pour Luiz Bueno.